# Pyttar
Pyttar sägs ha varit ett småväxt folk som skall ha levt på Malmön i Sotenäs kommun.

## Beskrivna av A.E. Holmberg, (faktoid)
Prästen, bohuskännaren och författaren Axel Emanuel Holmberg beskriver dessa människor i sitt verk Nordbor under hednatiden. Framställning av våra förfäders äldsta kultur av Axel Em. Holmberg, Stockholm på J. Th. Bergelins förlag 1852. Han hade år 1840 besökt ett antal hushåll med en utdöende stam med "polarfolkets huvudskål", ett "obehagligt ansikte" och ett "gnällande uttal".
Holmberg skriver att pyttarna själva berättat för honom att de kommit drivande till Malmön på ett isflak från Jylland i Danmark. Holmberg skriver vidare att pyttarna inte har någon större intellektuell kapacitet, utan har "högst svaga själsförmögenheter", samt är "enfaldiga" och "folkskygga". De har utstått ett ständigt gyckel av övriga bohuslänningar, och de vågade sig sällan över till fastlandet. Då pyttarna ogärna gifte in sig i andra släkter kan man ju i berättelserna också läsa litet mellan raderna att misstanke om inavel skulle förekomma.
Det finns också historier eller sägner som berättar att Pyttarna skulle varit en kvarlevande grupp av de första människorna som invandrade till Norden, och då ha ett direkt släktskap till samerna (dock var inte samerna den första folkgruppen som invandrade till Norden).

## Johan Fredrik Nyström
Johan Fredrik Nyström beskriver i Handbok i Sveriges geografi (1895), sid. 317, denna "ras" som Malmö-barnen, eller Malmö-pyttarna, en i vår tid utdöd och småväxt sådan. Samma beskrivning ges i Nordisk familjebok, band 17 (1912), troligen av samme författare.